# Trotteria lapalmae
Trotteria lapalmae är en tvåvingeart som beskrevs av Edwin Möhn 1975. Trotteria lapalmae ingår i släktet Trotteria och familjen gallmyggor.
Artens utbredningsområde är El Salvador. Inga underarter finns listade i Catalogue of Life.